# Петрушка област
Петрушка област је споменичка целина која обухвата средњовековне споменике из друге половине XIV и прве половине XV века, настале у пределу источно од Параћина, око река Црнице и Грзе. На том простору се налазила погранична (крајишка) жупа средњовековне Србије, коју је средином XIV века цар Душан доделио на управу жупану Вукославу и његовим синовима Црепу и Држману. Од тог доба се за њу јавља име Пустош Петрус, према њеном средишту, тврђави Петрус, смештеној на узвишењу изнад Црнице, код данашњег села Забреге.
Поред Петруса, током овог периода је, под утицајем исихастичког учења, подигнут велики број цркава и манастира у Моравском стилу. Ради се о једнобродним грађевинама са основом триконхоса и припратом, од којих су најпознатије око реке Црнице:
- Сисојевац (обновљена црква)
- Намасија (у рушевинама)
- Свети Јован Главосек (у рушевинама)
- Блага Марија Петрушка (у рушевинама)

и у долини реке Грзе:
- Света Петка (обновљена црква)
- Пресвета Богородица (обновљена црква)
- Црква Св. Арханђела Гаврила у Давидовцу

Петрушка област се налази под заштитом Републике Србије, као споменик културе од великог значаја и обухвата укупно 21 верски објекат са данас видљивим остацима и још 23 која су забележена у народним предањима.